# كوهاسيت (ماساتشوستس)
كوهاسيت (بالإنجليزية: Cohasset, Massachusetts)‏ هي بلدة أمريكية تقع في الولايات المتحدة في مقاطعة نورفولك، ماساتشوستس. يقدر عدد سكانها بـ 7,542 نسمة ومساحتها 81.5 كم2 و وترتفع عن سطح البحر 15 متر.

## أعلام
- والت سويني
- ستيفن بوين
- نانسي كاريل
- جون جرايكين
- دودلي دين